# Сура Аль-Ахкаф
Сура Аль-Ахкаф (араб. سورة الأحقاف‎) — сорок шоста сура Корану. Мекканська, містить 35 аятів. Названа за місцевістю Аль-Ахкаф у Ємені, де жили адити.